# Поле (Шаумбург)
Поле (њем. Pohle) општина је у њемачкој савезној држави Доња Саксонија. Једно је од 38 општинских средишта округа Шаумбург. Према процјени из 2010. у општини је живјело 922 становника. Посједује регионалну шифру (AGS) 3257029.

## Географски и демографски подаци
Поле се налази у савезној држави Доња Саксонија у округу Шаумбург. Општина се налази на надморској висини од 99 метара. Површина општине износи 7,2 km². У самом мјесту је, према процјени из 2010. године, живјело 922 становника. Просјечна густина становништва износи 129 становника/km².